# Certeju de Sus
Certeju de Sus – wieś w Rumunii, w okręgu Hunedoara, w gminie Certeju de Sus. W 2011 roku liczyła 1477 mieszkańców.